# Kovalivka
Kovalivka è una località dell'Ucraina, situata nell'oblast' di Kiev.